# Kyle MacLachlan
Kyle Merritt MacLachlan (Yakima, Washington, 22 de febrero de 1959) es un actor de teatro, cine y televisión estadounidense, graduado en la Universidad de Washington y ganador del Globo de Oro, y principalmente conocido por su interpretación de Dale Cooper en la serie Twin Peaks dirigida por David Lynch.

## Biografía
Cuando era niño ya se sintió atraído por la interpretación tras leer la novela Hardy Boys y comenzó a participar en obras escolares. De modo que en 1977 comenzó a estudiar Arte dramático en la Universidad de Washington, donde se vinculó con el mundo del teatro. Se graduó en 1982.

### DuneyTerciopelo azul
En 1984 tuvo la fortuna de cruzarse con el realizador David Lynch, con el que entabló una gran amistad y le eligió para el papel de Paul Atreides en la epopeya de ciencia ficción y adaptación de la novela de literatura fantástica Dune de Frank Herbert, suponiendo este film su debut como actor. La película fue un tanto incomprendida en su momento, pero sin embargo se ha convertido en una obra de culto con el paso de los años.
Tras esta primera colaboración, repitió con Lynch en el inquietante y arrebatador thriller Terciopelo azul (1986), junto a Isabella Rossellini, Dennis Hopper y Laura Dern. Por intervenir en este largometraje, rechazó el papel principal de Platoon de Oliver Stone, que finalmente hizo Charlie Sheen. Un año más tarde protagonizó el thriller de ciencia ficción Hidden (Oculto), en el que encarnó a un detective que perseguía a un extraterrestre con la capacidad de introducirse en el cuerpo de los humanos para manipularlos.

### Twin Peaks
Su salto definitivo a la fama llegó con la serie de televisión Twin Peaks, creada por David Lynch. Interpretó al agente Dale Cooper un particular detective del FBI que investiga la misteriosa muerte de la joven Laura Palmer ocurrida en la localidad ficticia de Twin Peaks. En su primera temporada, la serie fue un producto adelantado a su tiempo y alabado por la crítica, además consiguió una audiencia de culto y se convirtió en una de las producciones más impactantes y originales de la historia de la pequeña pantalla. Sus acertados ingredientes fueron varios: desde la evidente autoría que aportó Lynch a la hora de reflejar la atmósfera surrealista y la creación de personajes pintorescos, pasando por su reparto coral (completado por Michael Ontkean, Lara Flynn Boyle, Sherilyn Fenn, Ray Wise, Mädchen Amick, Joan Chen, Russ Tamblyn, Richard Beymer, Jack Nance o Piper Laurie, entre otros), sin olvidar la labor de dirección, la calidad de sus guiones y su excelente factura casi cinematográfica, acompañada por la partitura musical de Angelo Badalamenti. Pero la audiencia descendió durante la mitad de su segunda temporada, en buena parte porque la serie produjo cierto desconcierto entre algunos sectores de telespectadores acostumbrados a productos más sencillos (y también porque la calidad de los guiones y tramas fue en descenso tras resolverse el asesinato de Laura Palmer), pero sobre todo, por el hecho de que la ABC cambiara la fecha de emisión de la serie, pasando de los jueves por la noche (primera temporada) a los sábados por la noche (segunda temporada), lo que provocó que fuese cancelada después de tan solo 30 episodios, emitiéndose su último capítulo (con un perverso final) en junio de 1991. Por su interpretación de Cooper, Kyle McLachlan ganó un Globo de oro al Mejor actor en serie dramática en 1991 y obtuvo además una nominación al Emmy.

### The Doors,Showgirls...
Ese mismo año, el actor encarnó a Ray Manzarek, uno de los componentes de la legendaria banda The Doors, en el filme homónimo dirigido por Oliver Stone.
En 1992 David Lynch reunió a la mayor parte del reparto de Twin Peaks para rodar una protosecuela cinematográfica titulada Twin Peaks: El fuego camina conmigo. MacLachlan volvió a interpretar al agente Cooper y el reparto se completó con varios intérpretes ajenos a la versión televisiva como Kiefer Sutherland, Harry Dean Stanton, David Bowie, Chris Isaak y Jürgen Prochnow. Esta nueva propuesta pasó bastante desapercibida.
En 1994 participó en las telepelículas Contra la pared de John Frankenheimer y Rosswell, además de encarnar al malvado Cliff Vandercave en la versión en imagen real de Los Picapiedra. Su siguiente trabajo en la gran pantalla fue el del millonario Zack Carey, que mantiene una relación amorosa con Nomi Malone (Elizabeth Berkley) en Showgirls (1995) de Paul Verhoeven, filme que fracasó en taquilla pero recaudó 100 millones de dólares en los videoclubes, alcanzando estatus de culto.
En 1996 protagonizó The Trigger Effect, debut en la dirección del guionista David Koepp, coprotagonizada por Elisabeth Shue y Dermot Mulroney. La película estaba dirigida con pulso y jugaba de manera convincente con su premisa argumental, centrada en las desesperadas consecuencias que provoca un apagón, y aunque mereció mejor fortuna, pasó bastante desapercibida en su momento.

### Sexo en Nueva York
Desde finales de los 90 comenzó a enmarcar su carrera dentro del cine independiente con filmes como Después de una noche (1997) y Time Code (2000), ambas de Mike Figgis, así como una versión contemporánea de Hamlet, 2000, protagonizada por Ethan Hawke, además intervino en varios telefilms. Entre 2000 y 2001 intervino en 22 episodios de la tercera y cuarta temporada de Sexo en Nueva York, dando vida a Trey MacDougall, el marido de Charlotte York (Kristin Davis).

### 2001 en adelante
Participó en producciones independientes como el drama fantástico Northfork 2003 o la comedia Un toque rosa 2004, en esta última interpretó al fantasma de Cary Grant. También prestó su voz al personaje Donald Love en el videojuego Grand Theft Auto III y en 2002 actuó en los escenarios londinenses con la obra On an Overage Day. En 2005 tuvo un papel en La isla misteriosa (Mysterious Island, basada en la novela L'Île mystérieuse, de Julio Verne) y a principios de 2006 estrenó la serie dramática judicial Proyecto justicia, que no tuvo el éxito esperado y fue cancelada al final de su primera temporada tras 13 episodios. Posteriormente apareció en tres de los últimos capítulos de la segunda temporada de Mujeres desesperadas, siendo recurrente en la tercera temporada y pasando a formar parte del elenco principal en posteriores temporadas.
También ha prestado su voz al film de animación Free Jimmy.
En 2014 se unió al reparto de la serie de la ABC Agents of S.H.I.E.L.D., interpretando el papel del Dr. Calvin Zabo, también conocido como El doctor (The Doctor) y su alias monstruoso Mr. Hyde, basado en el personaje 
homónimo de los cómics Marvel.
En 2020 interpretó el papel del Karlock en la cinta Capone junto a Tom Hardy.
Actualmente forma parte del reparto de la serie Fallout, interpetando al personaje de Hank MacLean.

## Vida personal
Ha mantenido romances con compañeras de reparto como Lara Flynn Boyle y Laura Dern, además de con la modelo Linda Evangelista. Desde 2002 está casado con la ejecutiva y productora de televisión Desiree Gruber. Juntos tienen un hijo, Callum Lyon MacLachlan, nacido en Los Ángeles el 26 de julio de 2008.

## Filmografía
| Año       | Título                                  | Rol                                                   | Director                                               | Notas                        |
| --------- | --------------------------------------- | ----------------------------------------------------- | ------------------------------------------------------ | ---------------------------- |
| 1984      | Dune                                    | Paul Atreides                                         | David Lynch                                            |                              |
| 1986      | Blue Velvet                             | Jeffrey Beaumont                                      | David Lynch                                            |                              |
| 1987      | The Hidden                              | Lloyd Gallagher                                       | Jack Sholder                                           |                              |
| 1990      | Don't Tell Her It's Me                  | Trout                                                 | Malcolm Mowbray                                        |                              |
| 1990–1991 | Twin Peaks                              | Agente especial Dale Cooper                           | David Lynch, Mark Frost                                | Serie de TV: 30 Episodios    |
| 1991      | The Doors                               | Ray Manzarek                                          | Oliver Stone                                           |                              |
| 1991      | Tales from the Crypt                    | Earl Raymond Digs                                     | Steven E. de Souza                                     | Episodio: Carrion Death      |
| 1992      | Where the Day Takes You                 | Ted                                                   | Marc Rocco                                             |                              |
| 1992      | Twin Peaks: Fire Walk with Me           | Agente especial Dale Cooper                           | David Lynch                                            |                              |
| 1993      | The Trial                               | Josef K.                                              | David Jones                                            |                              |
| 1993      | Rich in Love                            | Billy McQueen                                         | Bruce Beresford                                        |                              |
| 1994      | Los Picapiedra                          | Clifford Vandercave                                   | Brian Levant                                           |                              |
| 1994      | Against the Wall                        | Michael Smith                                         | John Frankenheimer                                     | TV                           |
| 1994      | Roswell                                 | Maj. Jesse Marcel                                     | Jeremy Kagan                                           | TV                           |
| 1995      | Showgirls                               | Zack Carey                                            | Paul Verhoeven                                         |                              |
| 1996      | Moonshine Highway                       | Jed Muldoon                                           | Andy Armstrong                                         | TV                           |
| 1996      | Windsor Protocol                        | Sean Dillon                                           | George Mihalka                                         | TV                           |
| 1996      | The Trigger Effect                      | Matthew                                               | David Koepp                                            |                              |
| 1996      | Mad Dog Time                            | Jake Parker                                           | Larry Bishop                                           |                              |
| 1997      | One Night Stand                         | Vernon                                                | Mike Figgis                                            |                              |
| 1998      | Thunder Point                           | Sean Dillon                                           | George Mihalka                                         | TV                           |
| 1998      | Route 9                                 | Booth Parker                                          | David Mackay                                           |                              |
| 2000      | XChange                                 | Fisk/Toffler 2                                        | Allan Moyle                                            |                              |
| 2000      | The Spring                              | Dennis Conway                                         | David Jackson                                          | TV                           |
| 2000      | Hamlet                                  | Claudius                                              | Michael Almereyda                                      |                              |
| 2000      | Timecode                                | Bunny Drysdale                                        | Mike Figgis                                            |                              |
| 2000–2002 | Sex and the City                        | Trey MacDougal                                        | Darren Star                                            | Serie de TV: 23 Episodios    |
| 2001      | Me Without You                          | Daniel                                                | Sandra Goldbacher                                      |                              |
| 2001      | Grand Theft Auto III                    | Donald Love                                           |                                                        | Videojuego Voz               |
| 2002      | Miranda                                 | Nailor                                                | Marc Munden                                            |                              |
| 2003      | Northfork                               | Mr. Hope                                              | Michael Polish                                         |                              |
| 2004      | Touch of Pink                           | Espíritu de Cary Grant                                | Ian Iqbal Rashid                                       |                              |
| 2004      | The Librarian: Quest for the Spear'     | Edward Wilde                                          | Peter Winther                                          | TV                           |
| 2004      | Law & Order: Special Victims Unit       | Dr. Brett Morton                                      | David Platt                                            | Episodio: Conscience         |
| 2005      | Mysterious Island                       | Cyrus                                                 | Russell Mulcahy                                        | TV                           |
| 2006      | In Justice                              | David Swain                                           | Michelle King, Robert King                             | Serie de TV: 13 Episodios    |
| 2006      | Free Jimmy                              | Marius                                                | Christopher Nielsen                                    | Voz en inglés versión 2008   |
| 2006–2010 | Desperate Housewives                    | Orson Hodge                                           | Marc Cherry                                            | Serie de TV: 92 Episodios    |
| 2007      | Live Earth in London                    | Himself                                               |                                                        | TV Apareció como presentador |
| 2008      | Justice League: The New Frontier        | Superman                                              |                                                        | Voz                          |
| 2008      | The Sisterhood of the Traveling Pants 2 | Bill Kerr                                             | Sanaa Hamri                                            | Sin acreditar                |
| 2009      | Mao's Last Dancer                       | Charles C. Foster                                     | Bruce Beresford                                        |                              |
| 2010      | How I Met Your Mother                   | El Capitán                                            | Pamela Fryman                                          | Serie de TV: 4 Episodios     |
| 2011-2012 | Portlandia                              | Mayor                                                 |                                                        | Serie de TV: 6 episodios     |
| 2014      | Believe                                 | Roman Skouras                                         |                                                        | Serie de TV: 10 episodios    |
| 2014 -    | Agents of S.H.I.E.L.D.                  | The Doctor/Padre de Skye/Calvin Zabo-Johnson/Mr. Hyde |                                                        | Serie de TV                  |
| 2015      | Inside Out                              | Bill Andersen                                         | Pete Docter y Ronnie del Carmen                        | Voz                          |
| 2015      | Riley's First Date?                     | Bill Andersen                                         | Josh Cooley                                            | Voz                          |
| 2016      | Gravity Falls                           | Conductor del Bus                                     | Episodio "Weirdmageddon" parte 3, "Take Back de Falls" | Voz                          |
| 2017      | Twin Peaks (serie de televisión 2017)   | Agente especial Dale Cooper                           | David Lynch                                            | Serie de TV: 18 episodios    |
| 2018      | The House with a Clock in Its Walls     | Isaac Izard                                           | Eli Roth                                               |                              |
| 2020      | Capone                                  | Karlock                                               | Josh Trank                                             |                              |
| 2023      | Miranda's Victim                        | Earl Warren                                           | Michelle Danner                                        |                              |
| 2023      | Fallout                                 | Hank                                                  |                                                        | Serie de TV                  |
| 2024      | Inside Out 2                            | Bill Andersen                                         | Kelsey Mann                                            | Voz                          |
| 2024      | Dream Productions                       | Bill Andersen                                         | Valerie LaPointe, Mike Jones y Austin Madison          | Voz                          |